# Coupe du monde de saut à ski 2001-2002
Navigation
Édition précédente Édition suivante
L'édition 2001-2002 de la Coupe du monde de saut à ski est une compétition sportive internationale rassemblant les meilleurs athlètes mondiaux pratiquant le saut à ski. Elle s'est déroulée entre le 23 novembre 2001 et le 23 mars 2002 et a été remportée par le Polonais Adam Małysz suivi de l'Allemand Sven Hannawald et du Finlandais  Matti Hautamaeki.

## Jeux olympiques de 2002
Cette même année eurent lieu les Jeux olympiques de Salt Lake City aux États-Unis.

## Classement général
| Place | Sauteur           | Nationalité | Points |
| ----- | ----------------- | ----------- | ------ |
| 1     | Adam Malysz       | Pologne     | 1475   |
| 2     | Sven Hannawald    | Allemagne   | 1259   |
| 3     | Matti Hautamäki   | Finlande    | 1048   |
| 4     | Andreas Widhölzl  | Autriche    | 874    |
| 5     | Martin Schmitt    | Allemagne   | 795    |
| 6     | Martin Höllwarth  | Autriche    | 737    |
| 7     | Simon Ammann      | Suisse      | 628    |
| 8     | Martin Koch       | Autriche    | 561    |
| 9     | Stephan Hocke     | Allemagne   | 508    |
| 10    | Risto Jussilainen | Finlande    | 474    |

## Résultats
| Date              | Lieu             | Vainqueur                                                                         | Deuxième                                                                 | Troisième                                                                 |
| ----------------- | ---------------- | --------------------------------------------------------------------------------- | ------------------------------------------------------------------------ | ------------------------------------------------------------------------- |
| 23 novembre 2001  | Kuopio           | Adam Malysz                                                                       | Martin Schmitt                                                           | Kazuyoshi Funaki                                                          |
| 24 novembre 2001  | Kuopio           | Risto Jussilainen                                                                 | Adam Malysz                                                              | Martin Hoellwarth                                                         |
| 1er décembre 2001 | Titisee-Neustadt | Adam Malysz                                                                       | Martin Schmitt                                                           | Stephan Hocke                                                             |
| 2 décembre 2001   | Titisee-Neustadt | Sven Hannawald                                                                    | Adam Malysz                                                              | Andreas Goldberger                                                        |
| 8 décembre 2001   | Villach          | Adam Malysz                                                                       | Matti Hautamaeki                                                         | Kazuyoshi Funaki                                                          |
| 9 décembre 2001   | Villach          | Finlande Veli-Matti Lindstroem Toni Nieminen Matti Hautamaeki Risto Jussilainen   | Japon Kazuya Yoshioka Hideharu Miyahira Noriaki Kasai Kazuyoshi Funaki   | Pologne Robert Mateja Wojciech Skupien Lukasz Kruczek Adam Malysz         |
| 15 décembre 2001  | Engelberg        | Stephan Hocke                                                                     | Sven Hannawald                                                           | Matti Hautamaeki                                                          |
| 16 décembre 2001  | Engelberg        | Adam Malysz                                                                       | Simon Ammann                                                             | Martin Koch                                                               |
| 21 décembre 2001  | Predazzo         | Adam Malysz                                                                       | Andreas Widhoelzl                                                        | Simon Ammann                                                              |
| 22 décembre 2001  | Predazzo         | Adam Malysz                                                                       | Simon Ammann                                                             | Andreas Widhoelzl                                                         |
| 30 décembre 2001  | Oberstdorf       | Sven Hannawald                                                                    | Martin Hoellwarth                                                        | Simon Ammann                                                              |
| 1er janvier 2002  | Garmisch         | Sven Hannawald                                                                    | Andreas Widhoelzl                                                        | Adam Malysz                                                               |
| 4 janvier 2002    | Innsbruck        | Sven Hannawald                                                                    | Adam Malysz                                                              | Martin Hoellwarth                                                         |
| 6 janvier 2002    | Bischofshofen    | Sven Hannawald                                                                    | Matti Hautamaeki                                                         | Martin Hoellwarth                                                         |
| 12 janvier 2002   | Willingen        | Sven Hannawald                                                                    | Matti Hautamaeki                                                         | Veli-Matti Lindstroem                                                     |
| 13 janvier 2002   | Willingen        | Autriche Martin Hoellwarth Andreas Goldberger Stefan Horngacher Andreas Widhoelzl | Finlande Veli-Matti Lindstroem Tami Kiuru Janne Ahonen Matti Hautamaeki  | Allemagne Christof Duffner Stephan Hocke Sven Hannawald Martin Schmitt    |
| 19 janvier 2002   | Zakopane         | Matti Hautamaeki                                                                  | Sven Hannawald                                                           | Andreas Widhoelzl                                                         |
| 20 janvier 2002   | Zakopane         | Adam Malysz                                                                       | Sven Hannawald                                                           | Matti Hautamaeki                                                          |
| 24 janvier 2002   | Hakuba           | Andreas Widhoelzl                                                                 | Martin Koch                                                              | Stefan Horngacher                                                         |
| 26 janvier 2002   | Sapporo          | Andreas Widhoelzl                                                                 | Martin Koch                                                              | Noriaki Kasai                                                             |
| 27 janvier 2002   | Sapporo          | Autriche Stefan Horngacher Wolfgang Loitzl Martin Koch Andreas Widhoelzl          | Japon Hideharu Miyahira Hiroki Yamada Noriaki Kasai Kazuyoshi Funaki     | Finlande Jussi Hautamaeki Pekka Salminen Kimmo Yliriesto Janne Ylijaervi  |
| 1er mars 2002     | Lahti            | Martin Schmitt                                                                    | Adam Malysz                                                              | Robert Kranjec                                                            |
| 2 mars 2002       | Lahti            | Finlande Matti Hautamaeki Veli-Matti Lindstroem Risto Jussilainen Janne Ahonen    | Slovénie Primož Peterka Igor Medved Robert Kranjec Peter Zonta           | Allemagne Christof Duffner Stephan Hocke Michael Uhrmann Martin Schmitt   |
| 13 mars 2002      | Falun            | Matti Hautamaeki                                                                  | Martin Schmitt                                                           | Sven Hannawald                                                            |
| 15 mars 2002      | Trondheim        | Matti Hautamaeki                                                                  | Adam Malysz                                                              | Sven Hannawald                                                            |
| 17 mars 2002      | Oslo             | Simon Ammann                                                                      | Sven Hannawald                                                           | Adam Malysz                                                               |
| 23 mars 2002      | Planica          | Finlande Matti Hautamaeki Veli-Matti Lindstroem Risto Jussilainen Janne Ahonen    | Allemagne Christof Duffner Martin Schmitt Michael Uhrmann Sven Hannawald | Autriche Martin Koch Andreas Widhoelzl Andreas Goldberger Wolfgang Loitzl |

## Liens & Source
Résultats Officiels FIS